# Les Guixeres (Badalona)
Les Guixeres és un barri de Badalona (Barcelonès) que forma part del Districte III juntament amb Montigalà Oriental, Canyet, Mas Ram, Bufalà, Pomar, Pomar de dalt, Bonavista i Morera. Limita amb Montgat i amb els districtes de Manresà, Canyadó, Morera, Pomar, Pomar de Dalt i Mas Ram.

## Llocs d'interès
A Les Guixeres destaca el polígon industrial amb el mateix nom. Un terreny industrial de 130.000 metres quadrats que va ampliar el seu ús per a activitats comercials i d'oficines l'any 2000, per acollir tant a noves empreses com a les que van ser obligades a marxar del litoral per construir el nou Port de Badalona i la façana marítima. En aquest polígon trobem el Badalona Centre Internacional de Negocis (BCIN), el centre de convencions i negocis de Badalona inaugurat l'any 1995, amb la finalitat de contribuir a millorar els serveis, la projecció exterior, els intercanvis i la competitivitat dins del mercat europeu i americà de les empreses del municipi.
A Les Guixeres també hi trobem l'skatepark Bada-Rodes Park, un espai de 5.000 metres quadrats inaugurat el mes de desembre del 2010. Es tracta d'una instal·lació esportiva que acull una pista per a patins i bicicletes, que reemplaça l'anterior pista ubicada a prop del Poliesportiu de Bufalà que quatre anys abans va ser cremada per uns vàndals.